# 메리와 맥스
메리와 맥스는 2009년 오스트레일리아의 코미디 드라마 장르의 스톱 모션 애니메이션이다. 감독은 애덤 엘리어트로 시나리오 각본까지 맡았고, 음악은 데일 코넬리우스, 제작은 멜라니 쿰이 맡았다. 목소리를 연기한 성우들은 필립 시모어 호프먼, 토니 콜렛, 에릭 바나, 베타니 위트모어이고 배리 험프리스가 나레이션을 맡았다. 영화는 2009년 1월 15일 선댄스 영화제의 첫날 밤 개봉되었다. 2009년 6월 안시 국제 애니메이션 영화제에서 안시 크리스탈 상(최우수 작품상)을 받았고, 2009년 11월 아시아 태평양 영화제에서 장편 애니메이션 작품상을 받았다. 또 2009년 4월 9일 아이콘 엔터테인먼트 인터네셔널 배급으로 극장가에 걸렸다. 메리와 맥스는 긍정적인 평가를 받았고, 오스트레일리아 화폐 820만 달러의 예산(한화로 약 66억 9,000만원)을 투자하여 미국 화폐 170만 달러(한화로 약 18억3,000만원)의 수익을 벌었다.

## 줄거리
1976년, 여덟 살인 메리 데이지 딩클(베타니 위트모어)은 오스트레일리아의 마운트 웨벌리에서 외로운 삶을 살아간다. 학교에서는 이마의 큰 반점 때문에 반 친구들에게 놀림을 받는 한편, 집에서는 무관심한 아버지 노엘과, 도벽이 있는 어머니 베라에게 보살핌을 거의 받지 못한다. 그녀의 유일한 안식처는 애완동물 수탉 에델뿐이다. 그녀가 가장 좋아하는 것은 달콤한 연유와 스머프같은 장르의 노블렛이라는 만화프로그램이다. 어느 날, 어머니를 따라 간 우체국에서 뉴욕 전화번호부를 발견한 메리는 미국인들에게 호기심을 느껴 그 중 누군가에게 편지를 쓰기로 결심한다. 그녀는 임의로 맥스 제리 호로비츠라는 사람을 선택하여 그가 자신의 펜팔친구가 될 것이라는 희망과 함께 자신에 대한 이야기를 담은 편지를 보낸다. 그것을 계기로 그들은 좋은 친구사이가 된다.
맥스 제리 호로비츠(필립 시모어 호프만)는 44살의 비만인 무신론자 유대인이다. 그는 다양한 정신적, 사회적 문제 때문에 다른 사람들과 유대관계를 형성하는 데에 어려움을 겪고있다. 비록 처음에 그는 메리의 편지를 읽고 공황발작을 느꼈지만, 맥스는 편지에 답장을 하기로 결심하였고, 초콜렛과 노블렛을 좋아한다는 공통점 때문에 그 둘은 빠르게 좋은 친구사이가 된다. 한편, 메리는 광장공포증을 겪고 있는 이웃사촌 렌 히슬롯에게 온 편지를 모아 그에게 주기적으로 전달해주곤 했는데, 베라가 맥스를 탐탁치 않아하자, 메리는 맥스에게 렌의 집으로 편지를 보내라고 한다. 메리는 맥스에게 사랑이 무엇인지 물어보지만 맥스는 그러한 질문에 심각한 불안증세를 느끼고 그로 인해 8개월 동안 보호시설에서 지내게 된다. 보호시설에서 나온 맥스는 이후 메리에게 다시 편지쓰는 것을 주저한다. 맥스의 48번째 생일날, 그는 뉴욕시의 복권에 당첨된다. 맥스는 그 돈으로 평생동안 먹을 초콜릿과 노플렛피규어를 전부 산다. 그는 남은 돈을 나이든 이웃인 아이비에게 주었고, 아이비는 그돈으로 실컷 먹고 누리다가, 제트팩 제조공장에서 사고로 죽는다. 한편, 메리는 맥스가 그녀를 버렸다는 생각에 낙담한다.
의사의 조언에 따라, 맥스는 결국 메리에게 답장을 보내고 그가 아스퍼거 증후군을 진단받았다고 설명한다. 메리는 그의 연락을 다시 받게되어 기뻐하며 그들은 몇 년간 다시 편지를 주고받는다. 노엘은 티백을 만드는 회사에서 은퇴 후, 금속탐지 일을 시작하지만 해변에서 큰 조석해일에 휩쓸려 죽고만다. 메리(토니 콜렛)는 대학에 들어가 이마의 반점을 없애는 성형수술을 받고, 그리스계 오스트레일리아인인 이웃 데미안 포포도폴로스(에릭 바나)에게 점점 사랑에 빠진다. 베라는 남편의 죽음으로 술에 취해 죄책감에 사로잡혀 독이 든 방부처리용액을 셰리로 잘못 판단해 실수로 마시게 되고, 그로인해 죽고만다. 메리와 데미안은 베라가 떠난 후 더욱 가까워지고 마침내 결혼한다.
맥스와의 우정에서 영감을 얻은 메리는 대학에서 심리학을 공부하고 맥스를 실험 대상자로 한 아스퍼거 증후군에 대한 박사 학위 논문을 썼다. 메리는 자신의 논문을 책으로 출판 할 계획이었다. 그러나 맥스는 그 사본을 받았을 때, 메리가 자신의 질병을 치료받아야 하는 질병이나, 한 개인의 성격으로 존중한 것이 아니라 자신의 이익을 위해 이용했다는 사실에 분노한다. 슬픔에 잠긴 그는 메리와의 소통을 끊고 타자기에서 M이라는 글자를 빼버린다. 메리는 슬퍼하며 이제 막 싹트기 시작한 성공적인 그녀의 책을 모두 파쇄시킨다. 그녀는 우울증에 빠져 그녀의 엄마가 그랬던 것처럼 셰리를 마시기 시작한다. 그러던 중 캐비넷에서 연유 한 캔을 발견하고, 그것을 사과의 표시로 맥스에게 보낸다. 그녀는 매일 답장이 왔나 보기위해 우편함을 확인했고, 어느 날 맥스가 아닌 데미안으로부터 한 쪽지를 받는다. 그것은 데미안이 그의 펜팔 친구였던 목양업자 데즈먼을 찾아 뉴질랜드로 떠난다는 내용이었다.
한편, 자신이 피던 담배를 던져 노숙자(이안 몰리 멜드럼)를 화나게 하는 사건을 통해 맥스는 메리가 자신과 같은 불완전한 인간이라는 것을 깨닫고, 메리를 용서한다는 의미로 그녀에게 그의 노블렛 피규어 컬렉션을 소포로 보낸다. 그러나, 메리는 데미안이 떠난 후 절망에 빠져 며칠 동안 그녀의 현관에 있던 그 소포를 발견하지 못한다. 메리는 그녀의 어머니가 가지고 있던 디아제팜을 발견하고, 데미안의 아이를 임신했다는 것을 알지 못한 채, 자살하기로 결심한다. 디아제팜을 마시고 목을 매려고 할 때 광장공포증을 극복한 렌이 맥스가 보낸 소포가 왔다는 것을 알려준다. 그녀는 맥스로부터 노블릿 피규어와 편지를 받는다. 편지의 내용은 맥스가 모두가 완벽하지 않다는 것을 깨닫고 용서를 한다는 내용이었다. 맥스는 또한 그들의 우정이 그에게 얼마나 큰 의미가 있는지를 표현하며, 그들의 뜻이 언젠가 일치하기를 희망한다는 내용을 적었다.
1년 후, 메리는 마침내 맥스를 방문하기 위해 그녀의 아기와 함께 뉴욕으로 간다. 그의 아파트에 들어간 메리는 그날 아침 소파에서 얼굴에 미소를 띠고 위를 바라보며 죽어있는 맥스를 발견한다. 그곳을 쭉 둘러보며 메리는 수년 간 맥스에게 보낸 모든 편지들이 얇은 판으로 감싸져 천장에 테이프로 붙여 있는 것을 보고 놀란다. 맥스는 죽는 순간에도 그 편지들을 바라보며 죽었고, 그가 그들의 우정을 얼마나 소중하게 여겼는지를 깨달은 메리는 기쁨의 눈물을 흘리며 소파에 앉으며 끝이난다.

## 등장인물
- 나레이터: 배리 험프리스
- 메리 데이지 딩클: 토니 콜렛

  - 어린 메리: 베타니 위트모어
- 맥스 제리 호로비츠: 필립 시모어 호프먼
- 데미안 포포도폴로스: 에릭 바나
- 베라 로렌 딩클: 린다 게이여
- 노숙자: 이안 몰리 멜드럼

## 제작
성장

오프닝 크레딧에 따르면, 이 영화는 실화를 바탕으로 한다. 2009년 4월에 있었던 인터뷰에서, 작가 겸 감독인 엘리엇은 맥스의 캐릭터는 20년 넘게 편지를 주고받던 뉴욕의 펜팔 친구로부터 영감을 받은 것 이라고 밝혔다. 주요한 사진 촬영은 57주 넘게 지속되었고, 133개의 개별 세트를 사용했으며, 212개의 꼭두각시 인형, 475개의 소형 소품을 사용하였다. 또한, 완전히 작동을 하는 언더우드 타자기는 디자인하고 제작하는데 약 9주간의 시간이 걸렸다.

주제

이 영화는 아동방임, 우정, 중독, 알코올 중독, 회복, 삶의 모호함, 괴롭힘, 외로움, 정신 질환, 자폐증 (그 중, 특히 아스퍼거 증후군), 비만, 자살, 우울증, 고립, 불안의 주제를 다룬다.

## 배경음악
이 영화의 음악은 사이먼 제프와 펭귄 카페 오케스트라의 "Perpetuum Mobile"(오프닝 음악), "Prelude and Yodel", 엘레나 카르그 처닌의 "Russian Rag"가 있다. 클로징 음악은 버트 캐머트와 그의 오케스트라의 "A Swingin' Safari"가 있다. 다른 음악가로는 나나 무스코리, 데일 코넬리우스, 르로이 앤더슨, 핑크 마르티니, 런던 팝 오케스트라, 제임스 라스트와 그의 오케스트라, 킹스 콘소트와 합창단, 시드니 알파 앙상블, ABC 라디오 오케스트라가 있다. 이 영화는 메리가 자살을 시도한 장면에서 나오는 도리스 데이의 가장 잘 알려진 곡 "Que Sera, Sera"의 핑크 마르티니 버전도 있다.

## 평판
비평가들의 반응

메리와 맥스는 긍정적인 평가를 받았다. 2014년 8월까지, 로튼 토마토라는 영화 평점을 매기는 웹사이트에서 비평가의 95%(60명 중 57명)는 매리와 맥스를 새롭고 흥미있다고 평가하였고 14명중 11명의 평론가들이 동의하였다. 필름오스트레일리아의 맷 레비어 작가는 "story is paper-thin and some stretches of it are simply too long, yet whenever the narrative thread threatens to tear the sheer authenticity and bold honesty of the characters save the day"라고 말했다.

또한, 10점 만점으로 영화 평점을 매기는 네이버 영화 정보에 따르면, 메리와 맥스는 네티즌들로부터 9.02점, 기자와 평론가로부터 8.66점을 받았다. 다음 영화에 따르면 72명의 네티즌으로부터 별점 8.7점을 받았다.
흥행

메리와 맥스는 오스트레일리아 박스 오피스를 통해 1,444,617달러를 벌어들였다. 이 영화는 미국에서 전면적으로 개봉되지는 않았지만, 여러 미국 영화제에서 상영되었고 로스 엔젤레스 지역의 레멜레 극장에서 잠깐 상영되었다. 이 영화의 미국 배급사(IFC Films)는 이 영화를 주문형 비디오로 가능하게 했다. 프랑스에서는 고몽 사의 배급으로 개봉되고, 독일에서는 MFA가 배급하여 평단의 극찬을 받았다. 한국에서는 12세 이상 관람가로, 2011년 12월 22일 개봉하였다.

## 수상 경력
| 상                                    | 부문                             | 후보자             | 수상 결과 |
| ------------------------------------- | -------------------------------- | ------------------ | --------- |
| 아시아 태평양 영화제                  | 장편 애니메이션 작품상           | 멜라니 쿰          | 수상      |
| 호주 필름 인스터튜트                  | Best Direction in a Feature Film | 애덤 엘리어트      | 수상      |
| AACTA 어워드 (호주 영화 협회상)       | AFI Members' Choice Award        | 멜라니 쿰          | 수상 후보 |
| AACTA 어워드 (호주 영화 협회상)       | Best Film                        | 멜라니 쿰          | 수상 후보 |
| AACTA 어워드 (호주 영화 협회상)       | Best Original Screenplay         | 애덤 엘리어트      | 수상 후보 |
| AACTA 어워드 (호주 영화 협회상)       | Best Production Design           | 애덤 엘리어트      | 수상 후보 |
| 베를린 국제 영화제                    | Crystal Bear                     | 애덤 엘리어트      | 수상      |
| BAFICI Award                          | Best Film                        | 애덤 엘리어트      | 수상 후보 |
| FCCA Award                            | Best Director                    | 애덤 엘리어트      | 수상 후보 |
| International Cinephile Society Award | Best Animated Film               | Best Animated Film | 수상 후보 |
| 오타와 국제 애니메이션 페스티벌       | 최우수상                         | 애덤 엘리어트      | 수상      |

## 홈미디어
메리와 맥스는 2010년 1월 26일 아이콘 엔터테인먼트 인터네셔널에 의해 DVD로 발매되었다. 국내판 DVD는 서울 미디어 허브에 의해 2012년 발매되었다.

## 참조
1. Dent, Nick. "Mary and Max". Time Out Sidney. Retrieved 30 August 2010.
2. Mary & Max, Box office mojo.
3. Jones, Michael (19 November 2008). "'Mary and Max' to open Sundance". Variety. Retrieved 10 May 2010.
4. Thomas, Archie (1 October 2008). "Philip Seymour Hoffman joins 'Mary'". Variety. Retrieved 10 May 2010.
5. Pond, Steve (9 December 2009). "The Weird Brilliance of 'Mary and Max'". The Wrap. Retrieved 14 February 2018.
6. Ravier, Matt (12 February 2009). "Review: Mary and Max (2009)". In Film Australia. Archived from the original on 6 July 2011. Retrieved 24 September 2010.
7. Schembri, Jim (13 April 2009). "Mary and Max (review)". The Age. Retrieved 10 May 2010.
8. "Dale Cornelius". nativetongue.com.au. Archived from the original on 7 September 2012. Retrieved 10 May 2010.
9. Pomeranz, Margaret (8 April 2009). "Mary and Max". At the Movies. Australian Broadcasting Corporation. Retrieved 10 May 2010.
10. "International Competition / Jury Statements". Stuttgart, Germany: International Trickfilm Festival. Archived from the original on 8 May 2010. Retrieved 10 May 2010.
11. Dunks, Glenn (7 April 2009). "Review: Mary & Max". Stale Popcorn. Retrieved 10 May 2010.
12. "Mary and Max (2009)". Rotten Tomatoes. Retrieved 20 August 2014.
13. Thomas, Kevin (25 September 2009). "A love letter to pen pals' power". Capsule Movie Reviews. Los Angeles Times. Retrieved 24 September 2010.
14. "Mary and Max". 19 July 2010. Retrieved 24 September 2010.
15. "Australian Films at the Australian Box Office", Film, Victoria
16. Release dates for Mary and Max (2009), Internet Movie Database.
17. Mary & Max, FR: Gaumont.
18. Mary and Max, DE: MFA.
19. "Winners", The awards, Asia Pacific Screen Awards, 2009, archived from the original on 22 October 2010.
20. "2009 Award Winners". Ottawa International Animation Festival. Retrieved 10 May 2010.
21. "Mary and Max: The Exhibition" 보관됨 2020-09-26 - 웨이백 머신. Australian Centre for the Moving Image. Retrieved 10 May 2010.
22. Nets Victoria, AU, archived from the original on 6 July 2011.
23. "메리와 맥스 (2009)". 네이버 영화. 2018년 6월 16일에 확인함.
24. "메리와 맥스 (2009)". 다음 영화. 2018년 6월 16일에 확인함.